# タブレット純 音楽の黄金時代
『タブレット純 音楽の黄金時代』（タブレットじゅん おんがくのおうごんじだい）はアール・エフ・ラジオ日本のラジオ番組。2016年10月より、毎週土曜日の18:00 - 20:00に放送。
タブレット純は自らも歌手として活動する傍ら、昭和歌謡曲の研究をしており、主に1960年代、1970年代のムード歌謡、フォークソング、グループサウンズなどを、その時代背景や楽曲の解説を交えながら紹介している。
2024年10月12日放送分で放送400回を迎えた。18時台のゲストは第200回から100回毎に出演している放送作家の高田文夫。

## コーナー
- 特集（オープニング後、19:30頃）
  - 指定の年に発売の楽曲、歌手、作詞家、作曲家など、放送回ごとに設けたテーマに沿った楽曲を掛ける。
- 黄金リクエスト（18:30頃、ゲストを招く時は19:30頃）
  - 愛称はタブゴンリクエスト。リスナーから寄せられた楽曲のリクエストに応える。タブレット自身が歌う楽曲にリクエストが寄せられた場合も、このコーナーで応える[2]。
- 橋本さんの一週間[3]（19:00頃、事前収録放送日は無しで特集継続）
  - タブレット純が一週間に起こった出来事を話し、それに因んだ楽曲を掛ける。存命、故人を問わず前回の放送から一週間の間に誕生日を迎えた有名人に関する楽曲を掛ける場合がある[4]。

## 書籍
2016年度のナイターオフシーズンに放送した内容を書籍化した『タブレット純 音楽の黄金時代レコードガイド（素晴らしき昭和歌謡）』（シンコーミュージックエンターテインメント　ISBN 4401644999 ）が2017年10月に発売された。

## 公開放送
2022年8月27日には初となる公開放送を、横浜市役所1階のイベントスペース「アトリウム」で開催された「横浜防災フェア2022」の中で12:00 - 14:00に実施した。当日のゲストである山本リンダと三丘翔太、タブレット純が歌唱を披露した。会場の様子は同日18:00 - 20:00に放送した。
2025年3月18日にはラジオ日本横浜本社1階「ラジアントホール」にて、「ラジオ日本「タブレット純 音楽の黄金時代」ファンミーティング！」を開催した。当日はタブレット純の他、イベント進行を辻史子が務める。会場の様子は3月22日の放送の中でダイジェストとして放送した。

## ネット局
- 岐阜放送ラジオ（ぎふチャンラジオ、同時ネット）
- ラジオ関西（2022年4月2日より18時台のみ同時ネット）

## テーマソング
- オープニング
  - Mobimientos Del Alma (Rhythms of the Soul)（Earl Klugh）
- CM入り・CM明け（※イントロ・アウトロを使用）
  - ブルー・ライト・ヨコハマ（いしだあゆみ）
  - 恋の奴隷（奥村チヨ）
  - 黒い花びら（水原弘）
  - 誰よりも君を愛す（松尾和子・和田弘とマヒナスターズ）
- 番組中断時（ラジオ関西終了時）
  - T.L.C. (Tender Lovin' Care) （MFSB）
- 番組再開時
  - 一週間（ボニージャックス）・生放送
  - L'Eclisse（Collètto Tempia and his Orchestra）・収録
- エンディング
  - We're All Alone（Bob James）